# Kalmanto
Kalmanto – piąty album fińskiego zespołu darkmetalowego Ajattara, wydany we wrześniu 2007 roku przez wytwórnię Spinefarm Records.

## Twórcy
- Ruoja (Pasi Koskinen) – śpiew, gitara
- Kalmos (Vesa Wahlroos) – śpiew, gitara
- Tohtori Kuolio (Juha Harju) – śpiew, gitara
- Raajat (Janne Immonen) – śpiew, keyboard
- Malakias IV (Tonmi Lillman) – perkusja

## Lista utworów
1. "Ilkitie" – 04:05
2. "Turhuuden takila" – 03:10
3. "Madot" – 04:09
4. "...Putoan" – 03:55
5. "Harhojen virta" – 04:06
6. "Suruntuoja" – 04:13
7. "Naimalaulu" – 03:19
8. "Alttarilla aamutähden" – 05:01
9. "Kalmanto" – 04:45